# УННВ
«УННВ» — русскоязычная андеграундная рэп-группа из Беларуси. Члены коллектива скрывают свою личность, их настоящие имена, внешность и возраст доподлинно неизвестны.

## История
В 2010 году во «ВКонтакте» был основан паблик «УННВ». Через пару недель в нём появился дебютный альбом группы «Чернь».
В 2011 году группа попала в топ-5 самых прослушиваемых рэп-артистов из Беларуси, по данным сервиса Last.fm.
В 2012 вышел альбом «О’дно», в 2015 — «Вонючие рифмы».
В 2019 году группу покинул битмейкер Артём Artty, который сотрудничал с группой с самого начала. В том же году вышел альбом «Чёрная кассета», который стал последним, где использовались биты Артёма.
В 2020-х группа получила новый виток популярности в TikTok.

## Стиль
На концертах группа носит маски, капюшоны, очки, панамы и т. п., чтобы скрыть свою личность.
Стилистическое звучание группы не меняется: олдскульный рэп с мрачными ударными сэмплами. Основная тематика группы — суровые реалии жизни, различные зависимости, наркотики и последствия их употребления. В треках отмечают сложные рифмы и скрывающие глубокий смысл текста, который большинству слушателей будет непонятен. Особенно выделяется Марик за ритмичную подачу и запоминающиеся панчлайны.

## Критика
Российский музыкальный журналист Николай Редькин назвал актуальность звучания группы «ошибкой выжившего»:
Не думаю, что это по-прежнему актуальный жанр, в нем существуют спорадические шевеления (вроде бум-бэп-альбома Soda Luv и фита Seemee с „ОУ74“), но вот актуальности и массовости я не вижу. То есть „УННВ“ — это единичный случай, не правило, а ошибка выжившего скорее.
Рэпер Lizer назвал альбом «Чёрная кассета» одним из самых его любимых русскоязычных альбомов.

## Состав

### Нынешние участники
- MarikMarakesh (рус. Марик Маракеш) (с 2010) — негласный лидер коллектива, рэпер[1].
- Crash (рус. Краш) (с 2010) — рэпер[1].
- ANQ (рус. Анк) (с 2010) — рэпер[1].

### Бывшие участники
- Артём Artty (рус. Артём Арти) (2010—2019) — битмейкер[1].

## Дискография

### «УННВ»
| Год  | Название         | Комментарий                                                          |
| ---- | ---------------- | -------------------------------------------------------------------- |
| 2010 | «Чернь»          | Первый альбом группы                                                 |
| 2012 | «О’дно»          | Занял 4-е место на Spotify в топе русскоязычных альбомов за 2012 год |
| 2015 | «Вонючие рифмы»  | [ 2 ]                                                                |
| 2019 | «Чёрная кассета» | 4-е место в чарте InterMedia                                         |
| 2021 | «Неизданное»     | 21-е место в чарте BandLink                                          |

### Crash
| Год  | Название | Комментарий                   |
| ---- | -------- | ----------------------------- |
| 2016 | «Нитки»  | Первый сольный альбом Crash’а |

## Видеография
| Год  | Название                                         | Примечания |
| ---- | ------------------------------------------------ | ---------- |
| 2012 | «Притормози.mp4» (Совместно с Maxie Flow и Фам)  |            |
| 2021 | «Пластилин из говна» (Совместно с Гуляй Рванина) |            |
| 2021 | «Яма (live)»                                     |            |
| 2022 | «В тумане белом»                                 |            |

### Комментарии
1. ↑  Расшифровывается как «Убиты, но не вами».